# Petín
Petín è un comune spagnolo di 1 131 abitanti situato nella comunità autonoma della Galizia.